# Jean-Marie Beffara
Pour les articles homonymes, voir Beffara.
Jean-Marie Beffara, né le 13 octobre 1962 à Châteauroux, est un homme politique français, membre du Parti socialiste. Il est député de la 3e circonscription d'Indre-et-Loire de 2012 à 2017 en remplacement de Marisol Touraine nommée au gouvernement.

## Biographie

### Parcours professionnel
Après des études secondaires à Châteauroux, des études d’histoire et un IUT « carrières sociales » à l'université François-Rabelais de Tours, Jean-Marie Beffara commence sa vie professionnelle dans le secteur de l’éducation populaire, puis dirige un foyer de jeunes travailleurs, un centre social et fonde une association qui accompagne encore aujourd’hui les créateurs d’entreprises.
Après un échec aux élections de 2017, il devient restaurateur (La fabrique locale) employant des personnes en réinsertion.

### Parcours politique
Chef de file de l’opposition municipale depuis 2001, Jean-Marie Beffara mène la liste de rassemblement « Loches 2014 : changer d’ère ! » aux élections municipales de 2014. Battu, il quitte le conseil municipal.
Élu conseiller régional en 2004, Jean-Marie Beffara devient président du groupe PS-PRG en 2007. En novembre 2011, Jean-Marie Beffara devient vice-président chargé des finances, des grandes contractualisations et des moyens généraux. Sa responsabilité couvre le budget régional (1 milliard d'euros), 3200 agents, et les négociations pour le Contrat de Plan État-Région 2015-2020. Jean-Marie Beffara impulse notamment la mise en place d’une politique d’achat (la Région Centre est alors la seule région de France à en disposer) et d’une centrale d’achat régionale. Le 20 septembre 2012, il devient 1er vice-président du conseil régional.
En vue des élections régionales françaises de 2015, il est écarté de la tête de liste PS en Indre-et-Loire au profit de Jean-Patrick Gilles. Il refuse alors de figurer sur ladite liste.
Suppléant de Marisol Touraine, Jean-Marie Beffara entre au Palais Bourbon le 22 juillet 2012, et siège au sein du groupe socialiste radical et citoyen.

## Mandats locaux
- 2001 - 2014 : Conseiller municipal de Loches (opposition municipale)[2],[3],[4]
- 2004 - 2015 : Conseiller régional du Centre
- 2012 - 2017 : Député de la 3e circonscription de l’Indre-et-Loire (Loches-Montbazon)